# 김영택 (배우)
김영택(1988년 4월 25일 ~ )은 대한민국의 배우이자 모델이다.

## 학력
- 중앙대학교 연극학 학사

## 출연작

### 영화
- 《애정소년 잔혹사》 (2017년) - 영택 역
- 《캐러멜라이즈》 (2016년) - 명길 역
- 《아일랜드 - 시간을 훔치는 섬》 (2015년) - 놀이공원 남자 역
- 《사려 깊은 밤》 (2013년) - 남자 역
- 《소설, 영화와 만나다》 (2013년) - 종식 역